# Neptosternus
Neptosternus is een geslacht van kevers uit de familie  waterroofkevers (Dytiscidae).
Het geslacht is voor het eerst wetenschappelijk beschreven in 1882 door Sharp.

## Soorten
Het geslacht omvat de volgende soorten:
- Neptosternus africanus Peschet, 1917
- Neptosternus alluaudi Régimbart, 1903
- Neptosternus annettae Hendrich & Balke, 2000
- Neptosternus arnecornelii Hendrich & Balke, 2003
- Neptosternus aterrimus Hendrich & Balke, 1997
- Neptosternus babetteae Hendrich & Balke, 1997
- Neptosternus bellus Hendrich & Balke, 1997
- Neptosternus biharensis Vazirani, 1963
- Neptosternus biltoni Hendrich & Balke, 1997
- Neptosternus bimaculatus Hendrich & Balke, 1997
- Neptosternus borneensis Hendrich & Balke, 1997
- Neptosternus boukali Hendrich & Balke, 1999
- Neptosternus brevior Régimbart, 1899
- Neptosternus cebuensis Hendrich & Balke, 2000
- Neptosternus ceylonicus Holmen & Vazirani, 1990
- Neptosternus chumphon Balke & Hendrich, 1998
- Neptosternus circumductus Régimbart, 1899
- Neptosternus compsus Guignot, 1953
- Neptosternus coomani Peschet, 1923
- Neptosternus corporaali Zimmermann, 1924
- Neptosternus distinctus Omer-Cooper, 1970
- Neptosternus fasciatus Omer-Cooper, 1970
- Neptosternus feryi Balke, Hendrich & C.M.Yang, 1997
- Neptosternus hafti Hendrich & Balke, 1997
- Neptosternus hedychrous Guignot, 1955
- Neptosternus horai Vazirani, 1953
- Neptosternus hydaticoides (Régimbart, 1877)
- Neptosternus jacobsoni Zimmermann, 1927
- Neptosternus jaechi Hendrich & Balke, 1997
- Neptosternus jani Hendrich & Balke, 1997
- Neptosternus kalimantanensis Hendrich & Balke, 1997
- Neptosternus kaszabi Satô, 1972
- Neptosternus kerala Hendrich & Balke, 1999
- Neptosternus kodadai Hendrich & Balke, 1997
- Neptosternus kolakaensis Balke & Hendrich, 1998
- Neptosternus krikkeni Hendrich & Balke, 1997
- Neptosternus latissimus Balke, Hendrich & C.M.Yang, 1997
- Neptosternus leyi Hendrich & Balke, 2000
- Neptosternus maculatus Hendrich & Balke, 1997
- Neptosternus magnus Hendrich & Balke, 1997
- Neptosternus malayanus Hendrich & Balke, 1997
- Neptosternus manfredi Hendrich & Balke, 1997
- Neptosternus martinae Hendrich & Balke, 2001
- Neptosternus mazzoldii Hendrich & Balke, 1997
- Neptosternus meridianus Omer-Cooper, 1970
- Neptosternus minimus Hendrich & Balke, 1997
- Neptosternus moelleri Hendrich & Balke, 1997
- Neptosternus montalbanensis Hendrich & Balke, 2000
- Neptosternus muluensis Hendrich & Balke, 1997
- Neptosternus namcattienensis Hendrich & Balke, 1997
- Neptosternus neisiorum Hendrich & Balke, 1997
- Neptosternus nigeriensis Omer-Cooper, 1970
- Neptosternus nigritus Hendrich & Balke, 1997
- Neptosternus noteroides Hendrich & Balke, 1997
- Neptosternus nuperus Guignot, 1954
- Neptosternus oberthueri Régimbart, 1903
- Neptosternus oblongus Régimbart, 1895
- Neptosternus ornatus Sharp, 1882
- Neptosternus pocsi Satô, 1972
- Neptosternus psephotus Guignot, 1955
- Neptosternus pseudocorporaali Hendrich & Balke, 1997
- Neptosternus pseudohydaticoides Hendrich & Balke, 1997
- Neptosternus pumicatus Guignot, 1949
- Neptosternus quadrimaculatus Hendrich & Balke, 1997
- Neptosternus rajasthanicus Vazirani, 1975
- Neptosternus regimbarti Peschet, 1917
- Neptosternus resartus Guignot, 1954
- Neptosternus riedeli Hendrich & Balke, 1997
- Neptosternus rotroui (Pic, 1924)
- Neptosternus sabahensis Hendrich & Balke, 1997
- Neptosternus sarawakensis Hendrich & Balke, 1997
- Neptosternus schoedli Hendrich & Balke, 1997
- Neptosternus siamensis Hendrich & Balke, 1997
- Neptosternus silvester Guignot, 1960
- Neptosternus simulator Omer-Cooper, 1970
- Neptosternus sinharajaicus Holmen & Vazirani, 1990
- Neptosternus sombuicus Guignot, 1954
- Neptosternus starmuehlneri Wewalka, 1973
- Neptosternus strnadi Hendrich & Balke, 1997
- Neptosternus subopacus Guignot, 1956
- Neptosternus sumatrensis Régimbart, 1895
- Neptosternus taiwanensis Hendrich & Balke, 1997
- Neptosternus taprobanicus Sharp, 1890
- Neptosternus thailandicus Hendrich & Balke, 1997
- Neptosternus thiambooni Balke, Hendrich & C.M.Yang, 1997
- Neptosternus togianensis Hendrich & Balke, 1997
- Neptosternus tricuspis Guignot, 1954
- Neptosternus tropicus Guignot, 1954
- Neptosternus verenae Hendrich & Balke, 1997
- Neptosternus vietnamensis Hendrich & Balke, 1997
- Neptosternus viktordulgeri Balke & Hendrich, 2001
- Neptosternus wewalkai Balke, Hendrich & C.M.Yang, 1997
- Neptosternus winkelmanni Hendrich & Balke, 1997